# 1984 en Alberta
Chronologie de l'Alberta
- 1980
- 1981
- 1982
- 1983
- 1984
- 1985
- 1986
- 1987
- 1988

Cette page concerne des événements qui se sont produits durant l'année 1984 dans la province canadienne de l'Alberta.

## Politique
- Premier ministre :  Peter Lougheed du parti Progressiste-conservateur
- Chef de l'Opposition :
- Lieutenant-gouverneur :  Francis Charles Lynch-Staunton (en)
- Législature :

## Événements
- Mise en service :
  - du Sun Life Plaza - East immeuble de bureaux de 114 mètres de hauteur situé à Calgary[1].
  - du Talisman Centre également appelé Lindsay Park Sports Center enceinte sportive de Calgary[2].
- Arrêt de l'exploitation dans la dernière Mine de charbon Atlas.
- Début de la construction de la Piste de bobsleigh, luge et skeleton de Calgary en vue des jeux olympiques de 1988. La piste est construite entre 1984 et 1986 avec l'aide de la technologie est-allemande. Il s'agit de la première piste nord-américaine qui permet de recevoir des compétitions de luge et de bobsleigh sur la même piste.
- Mai : les Oilers d'Edmonton gagnent la coupe Stanley.

## Naissances

### Janvier
- 19 janvier : John Paul Boychuk (né à Edmonton), joueur professionnel canadien de hockey sur glace[3],[4]. Il joue au poste de défenseur[5].
- 24 janvier : 
  - Jarret Lukin (né à Fort McMurray), joueur canadien de hockey sur glace.
  - Dylan Stanley (né à Edmonton), joueur professionnel canadien de hockey sur glace.
- 31 janvier : Alex Leavitt (né à Edmonton), joueur professionnel canadien de hockey sur glace.

### Février
- 15 février : Mark de Jonge, né  à Calgary, kayakiste canadien.
- 23 février : Kurt Oatway, skieur handisport canadien, né à Calgary.

### Mars
- 2 mars : Adam Roy Kleeberger, né à Elk Point ), joueur de international canadien de rugby à XV évoluant au poste de troisième ligne aile (1,85 m pour 98 kg). pour l'équipe nationale du Canada.

### Avril
- 10 avril : Robin Big Snake (né à Siksika 146), joueur professionnel canadien de hockey sur glace. Il fait partie de la nation nord-amérindienne des Siksikas de la Confédération des Pieds-Noirs.
- 13 avril : Jeff Tambellini (né à Calgary), joueur professionnel canadien de hockey sur glace.
- 19 avril : Brad Spence, skieur alpin canadien, né à Calgary.
- 20 avril : Jamie Hunt (né à Calgary), joueur professionnel canadien de hockey sur glace[6].
- 27 avril : Trevor White, skieur alpin né à Calgary.

### Mai
- 1 mai : Patrick Campbell Eaves (né à Calgary), joueur professionnel de hockey sur glace évoluant dans la Ligue nationale de hockey et possède la double citoyenneté canadienne et américaine. Il est le fils de Mike Eaves et le frère de Ben Eaves.
- 16 mai : 
  - Rick Rypien (né à Coleman - mort le 15 août 2011) est un joueur professionnel canadien de hockey sur glace. Il joue pendant quatre saisons avec les Pats de Regina de la Ligue de hockey de l'Ouestà partir de 2001-2002 avant de signer avec les Moose du Manitoba de la Ligue américaine de hockey en 2005. Par la suite, il rejoint les Canucks de Vancouver de la Ligue nationale de hockey pour la saison 2005-2006. Il y reste jusqu'à la fin de la saison 2010-2011 et rejoint alors la nouvelle équipe des Jets de Winnipeg. Il n'y jouera cependant jamais puisque le 15 août 2011, il est retrouvé mort à son domicile à l'âge de 27 ans[7].
  - Issey Morgan Nakajima-Farran (en japonais : 中島ファラン一生), joueur international canadien de soccer né à Calgary. Il joue au poste d'attaquant avec le Pacific FC de la Première ligue canadienne.
- 25 mai : Kyle Brodziak (né à St. Paul), joueur professionnel canadien de hockey sur glace évoluant à la position de centre.

### Juin
- 29 juin : Samuel Edney (né à Calgary), lugeur canadien.

### Juillet
- 28 juillet : Brad Staubitz (né à Edmonton), joueur professionnel canadien de hockey sur glace[8].

### Août
- 18 août : Andy Rogers (né à Calgary), joueur professionnel canadien de hockey sur glace.
- 31 août : Steven Regier (né à Spruce Grove), joueur canadien de hockey sur glace professionnel[9]. Il joue au poste d'ailier gauche.

### Septembre
- 17 septembre : John Kucera, né à Calgary, skieur alpin canadien s'illustrant dans les disciplines de vitesse (descente, super G et slalom géant). Au cours de sa carrière, il a participé aux Jeux olympiques d'hiver de 2006 de Turin et à trois championnats du monde (2005, 2007 et 2009). Il a remporté en Coupe du monde une seule victoire lors d'un super G à Lake Louise lors de la saison 2007 et y compte trois podiums au total.

### Octobre
- 3 octobre : Jessica Parker Kennedy (parfois Jessica Kennedy Parker[10]), née le 3 octobre 1984 à Calgary, actrice canadienne. Elle est principalement connue grâce à ses rôles dans les séries télévisées The Secret Circle dans le rôle de Melissa Glaser et Flash lors de la saison 5 dans le rôle de Nora West-Allen / XS.
- 21 octobre : Jeffrey Bowyer-Chapman, né à Edmonton, acteur et mannequin canadien, notamment connu pour son rôle de Jay dans la série UnReal.

### Novembre
- 25 novembre : Nick Tarnasky (né à Rocky Mountain House) , joueur professionnel canadien de hockey sur glace. Il joue au poste d'attaquant[11].

### Décembre
- 2 décembre : Jennifer Ciochetti,  bobeuse canadienne, née à Edmonton.
- 12 décembre : Mike Moore (né à Calgary), joueur professionnel canadien de hockey sur glace[12]. Il joue au poste de défenseur.
- 28 décembre : Lisa Cant, née à Edmonton, mannequine canadienne. Elle a notamment fait la couverture du Vogue allemand et joué dans une publicité de Carolina Herrera.

## Décès
- 2 octobre : Harry Strom, premier ministre de l'Alberta.